# Шахта імені 60-річчя Радянської України
ДВАТ «Шахта імені 60-річчя Радянської України». Входить до Державної холдингової компанії «Донвугілля».

## Історія
Шахта ім. 60-річчя Радянської України здана  в експлуатацію у 1959 році з виробничою потужністю 600 тис. т. 
На теперішній час в розробці один пласт H4 потужністю 1,25-1,68 м. 
З грудня 2003 р. та по теперішній час шахта переведена на державні фонди реструктуризації з доробленням запасів із подальшою ліквідацією. На шахті у 2005 р. одна діюча 3 східна лава центральної панелі Н10, яка була введена в дію в грудні 2001 р., обладнана комплексом КД-80, відсоток зносу котрого більш 60%. Через відсутність необхідної кількості прохідників підготовчі виробки не проходились у повному обсязі, через відсутність кількості гірничих робітників по ремонту виробок не проводилося підтримка гірничих виробок згідно із правилами безпеки. Усі ці фактори вплинули на зниження обсягів виробництва у 2005 р. 
Згідно з наказом Мінвуглепрому №259 від 28.04.06 р. "Про створення ліквідаційної комісії та здійснення заходів ліквідації ДВАТ "Шахта ім. 60-річчя Радянської України" припинена діяльність шахти з травня 2006 р. 
У 2006 р. доробляли запаси 3-ї східної лави центральної панелі пласта Н4. План видобутку на 2006 р. не встановлювався. За 4 місяці 2006 р. видобуто 1,3 тис. т вугілля зольністю 53,2%. 

## Загальні дані
Виробнича потужність 600 тис.т вугілля на рік.
Фактичний видобуток 1831/402 т/добу (1990/1999). У 2003 р. видобуто 91 тис. т вугілля.
Шахтне поле розкрите 3 вертикальними і 2 похилими стволами.
Максимальна глибина 1018 м (1990—1999).
Протяжність підземних виробок 87/90,5 км (1990/1999).
Вугільні пласти h10, h8, h4 потужністю 1,2-1,7 м (1999) з кутами падіння 15-26о.
Пласти h10, h8, особливо небезпечні, а h4 небезпечний за раптовими викидами вугілля і газу.
Кількість очисних вибоїв 8/2 (1990/1999), підготовчих 24/3 (1990/1999).
Кількість працюючих: 3521/1136 чол., в тому числі підземних 2670/211 чол. (1990/1999).
Адреса: 83044, м.Донецьк.